# Abrittus

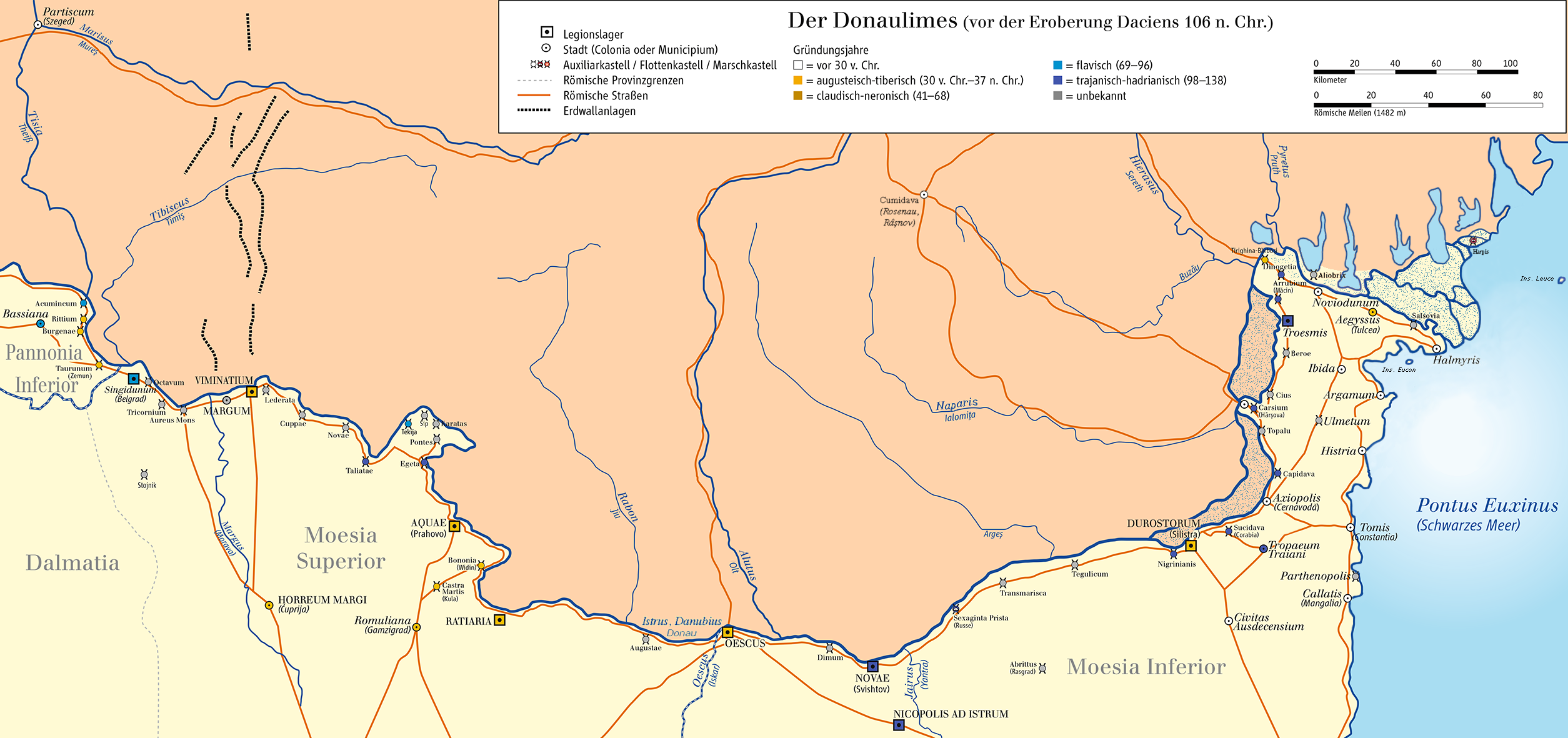
Der Limes an der unteren Donau

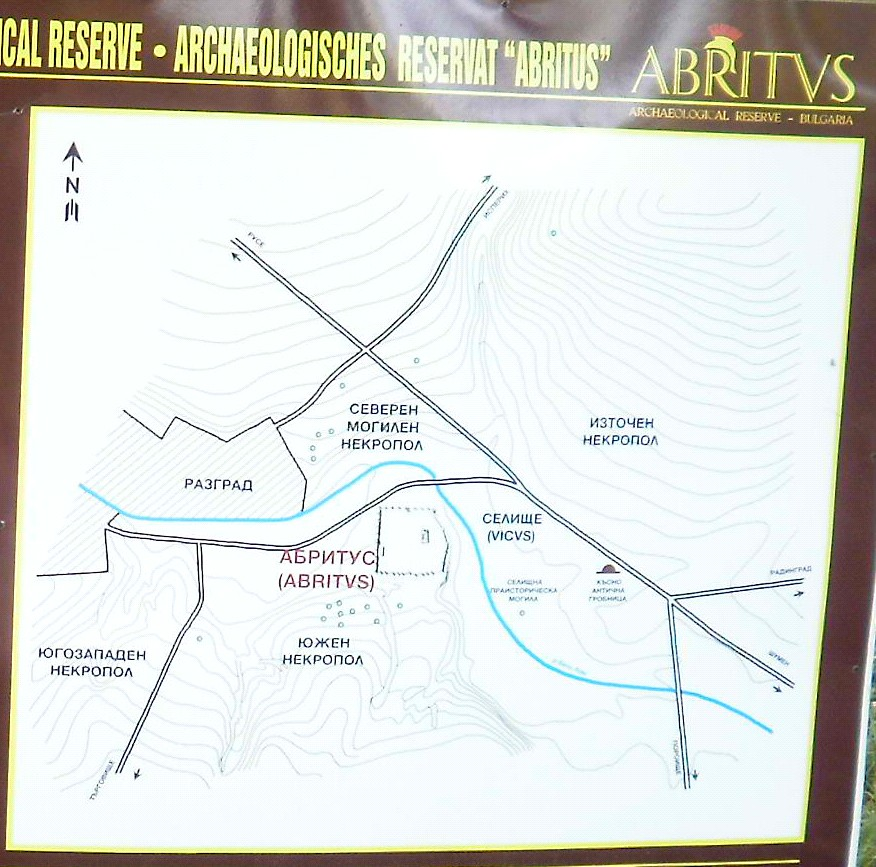
Übersichtsplan des Archäologischen Parks

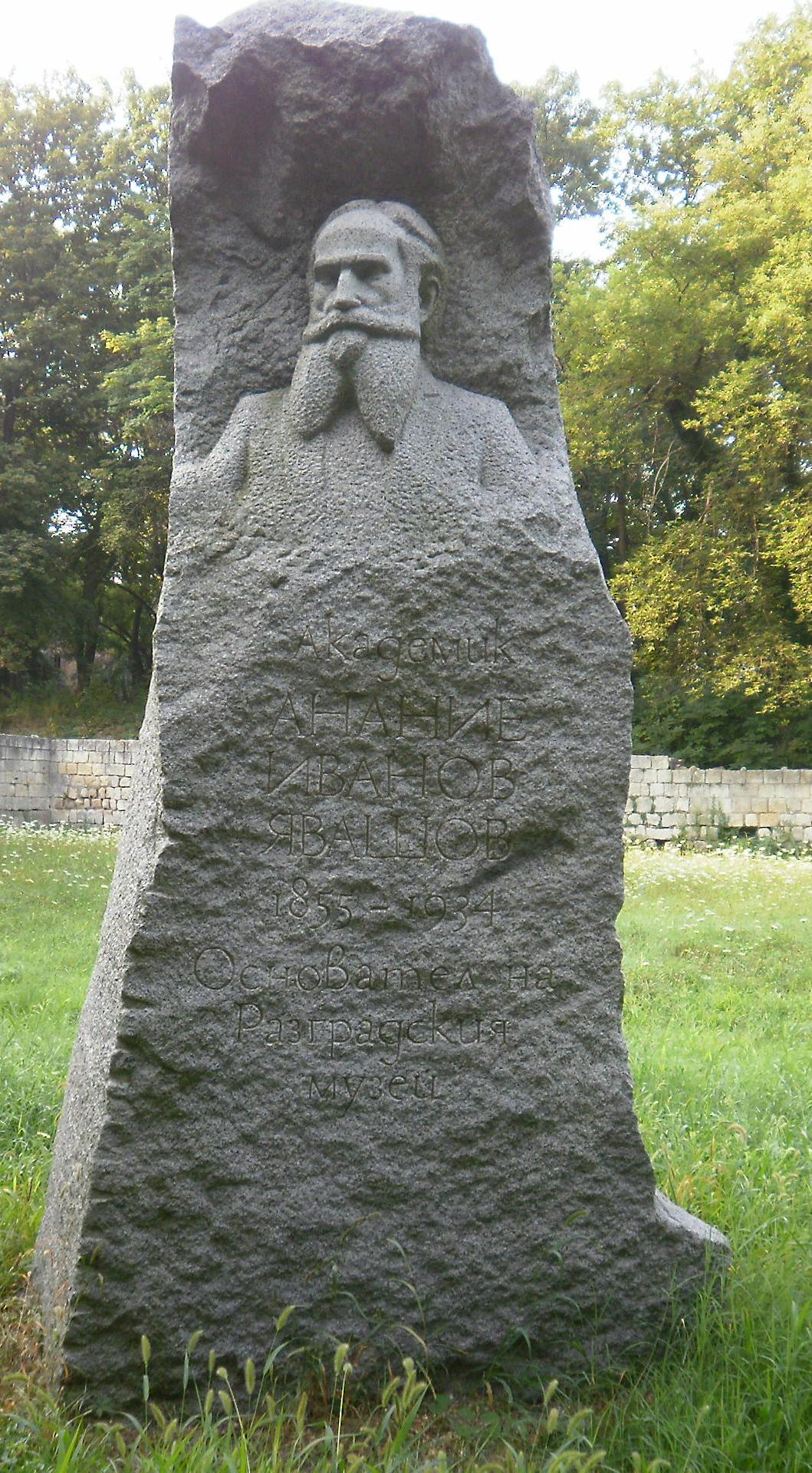
Denkmal für Anani Jawaschow

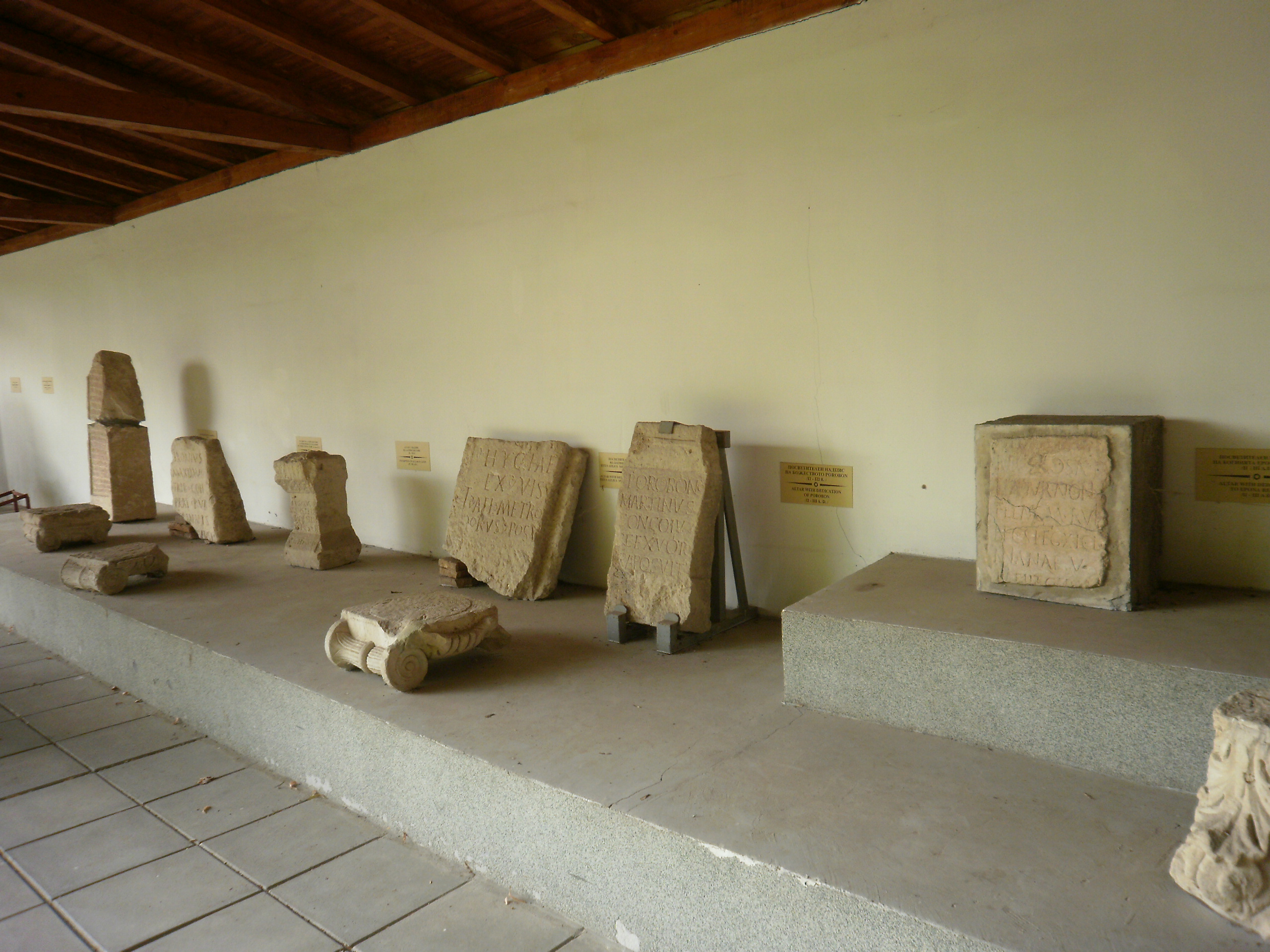
Lapidarium

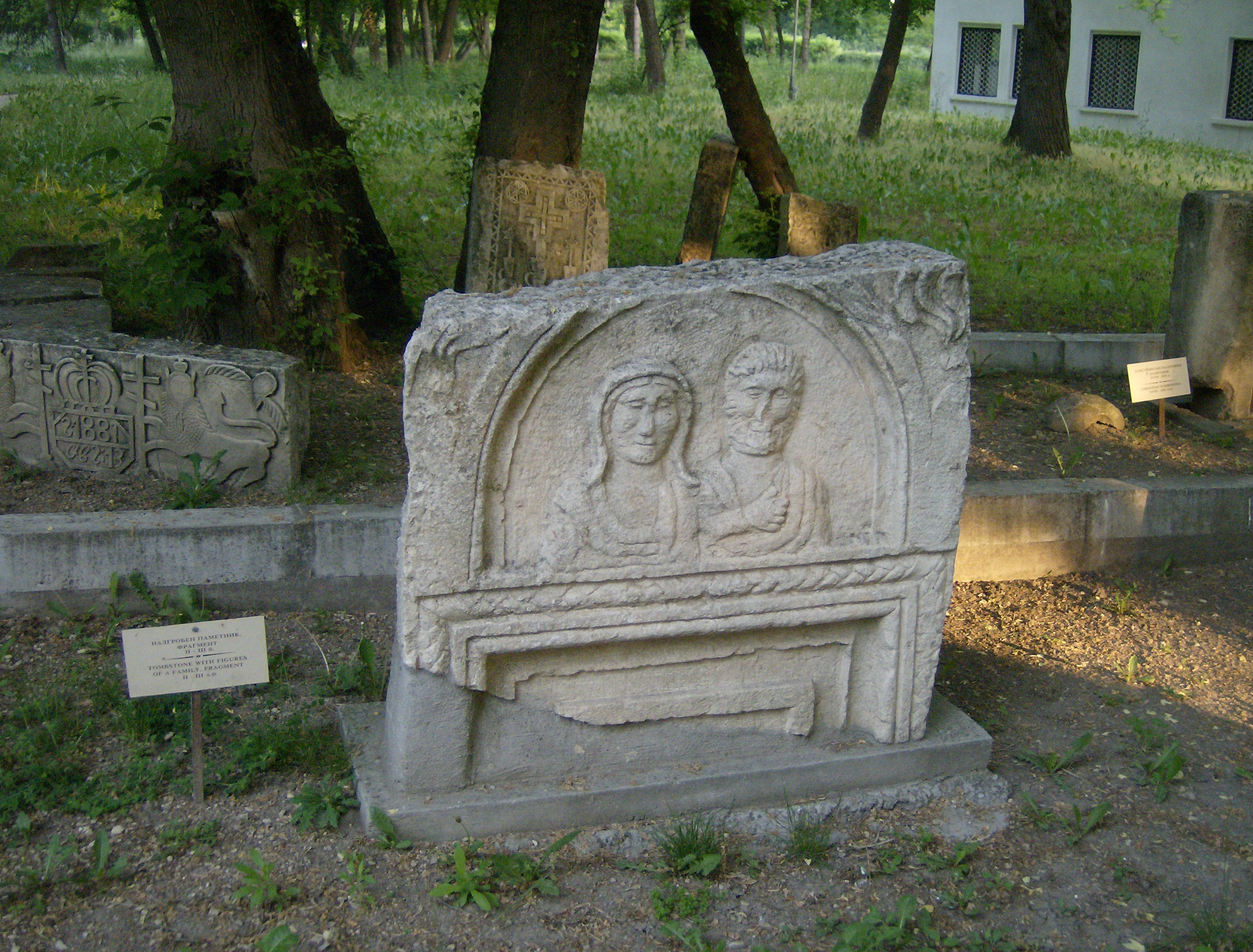
Porträt eines Ehepaares auf einem Grabstein aus dem 2. oder 3. Jahrhundert

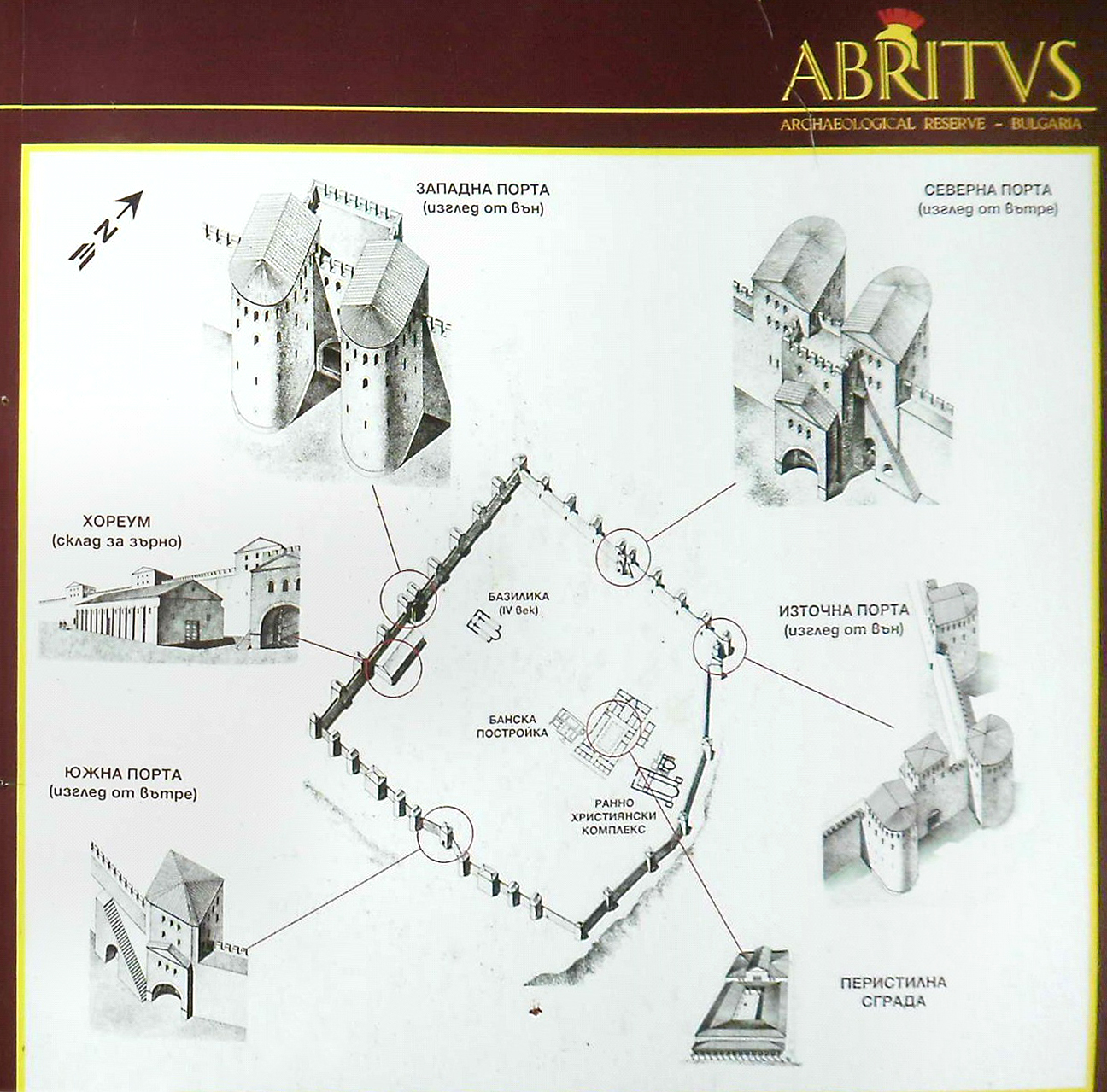
Detailrekonstruktionen des Kastells

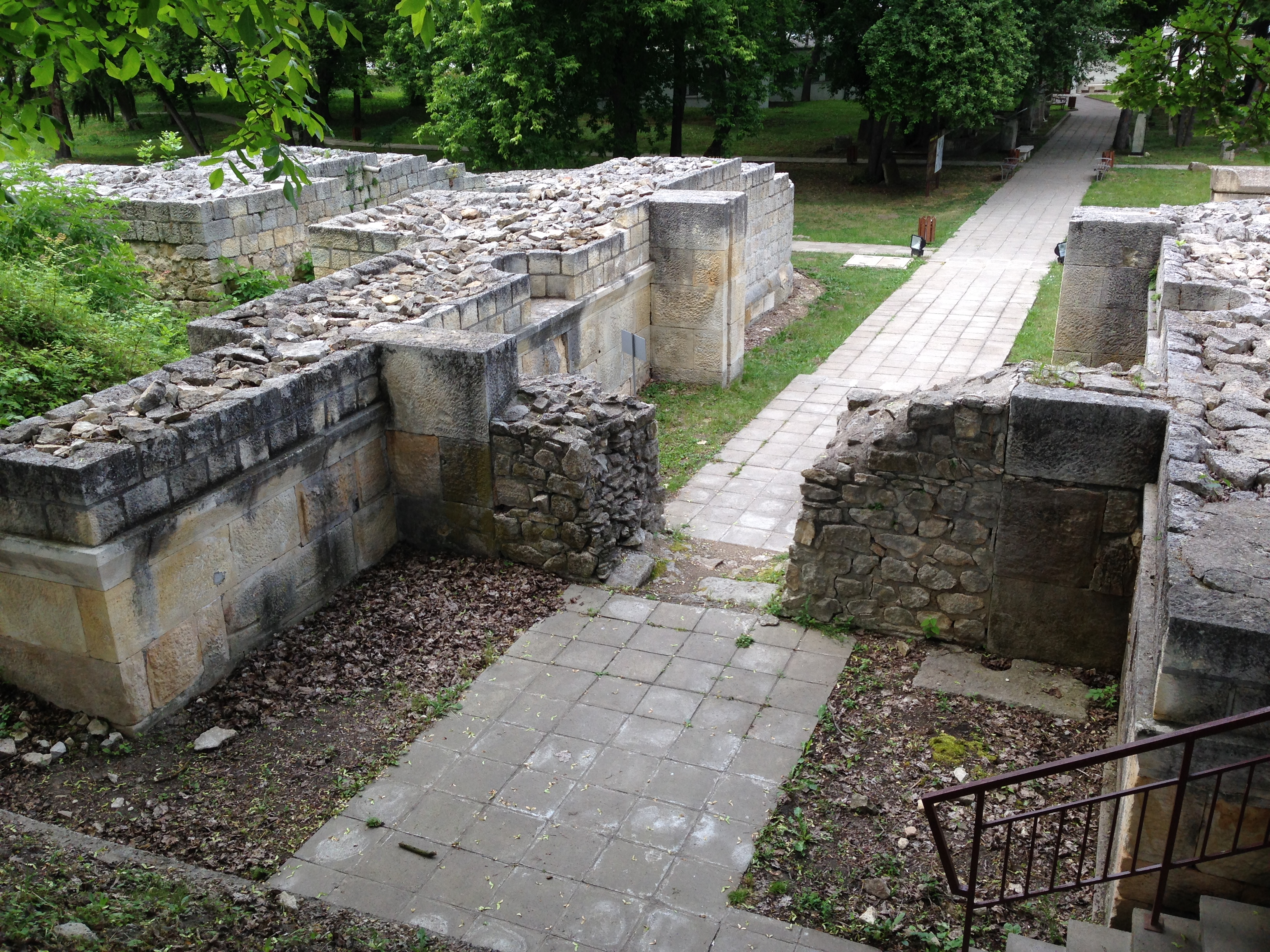
Das restaurierte Nordtor

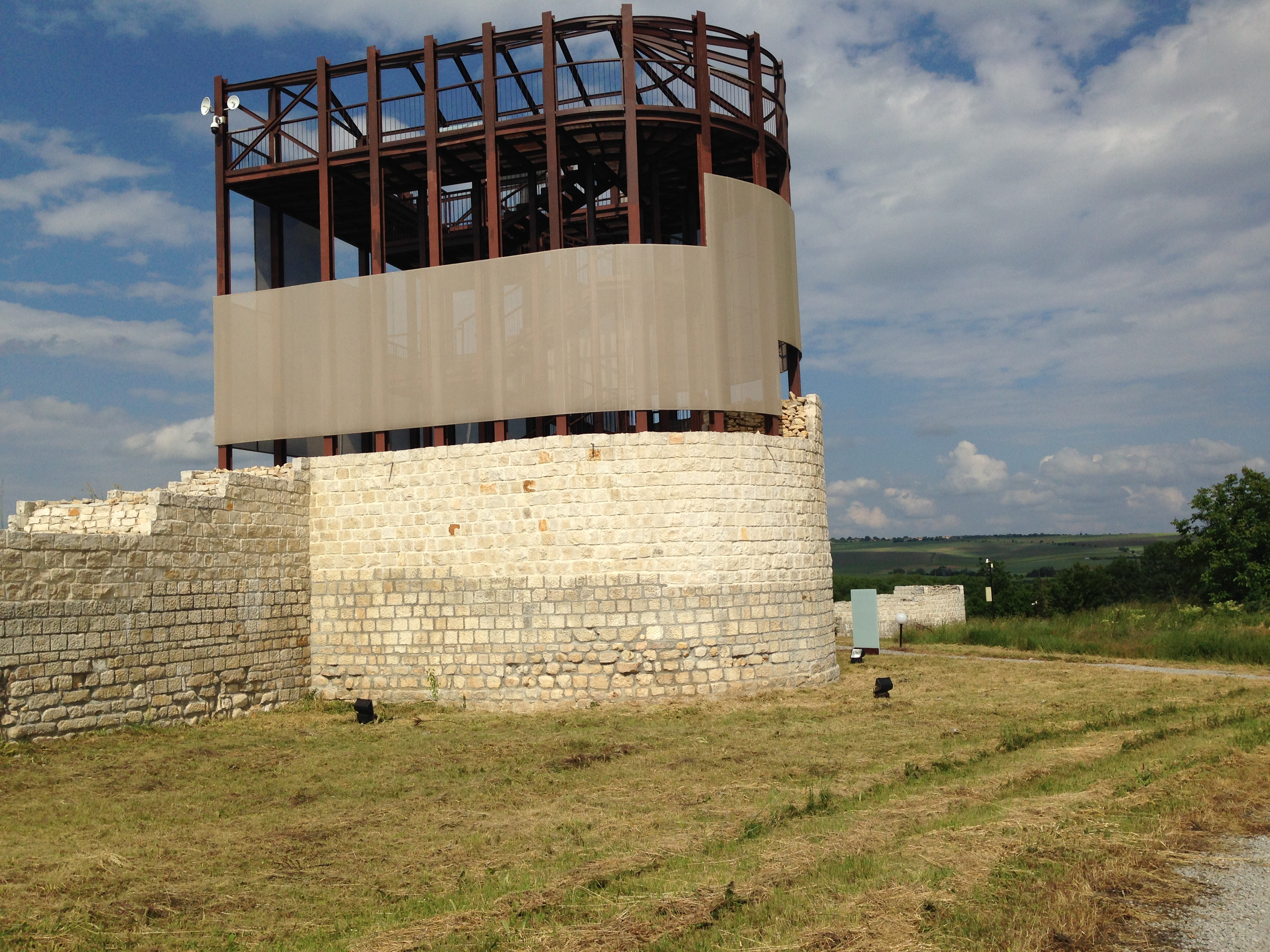
Restaurierter Hufeisenturm mit Aussichtsplattform die die ursprüngliche Höhe des Bauwerkes veranschaulichen soll

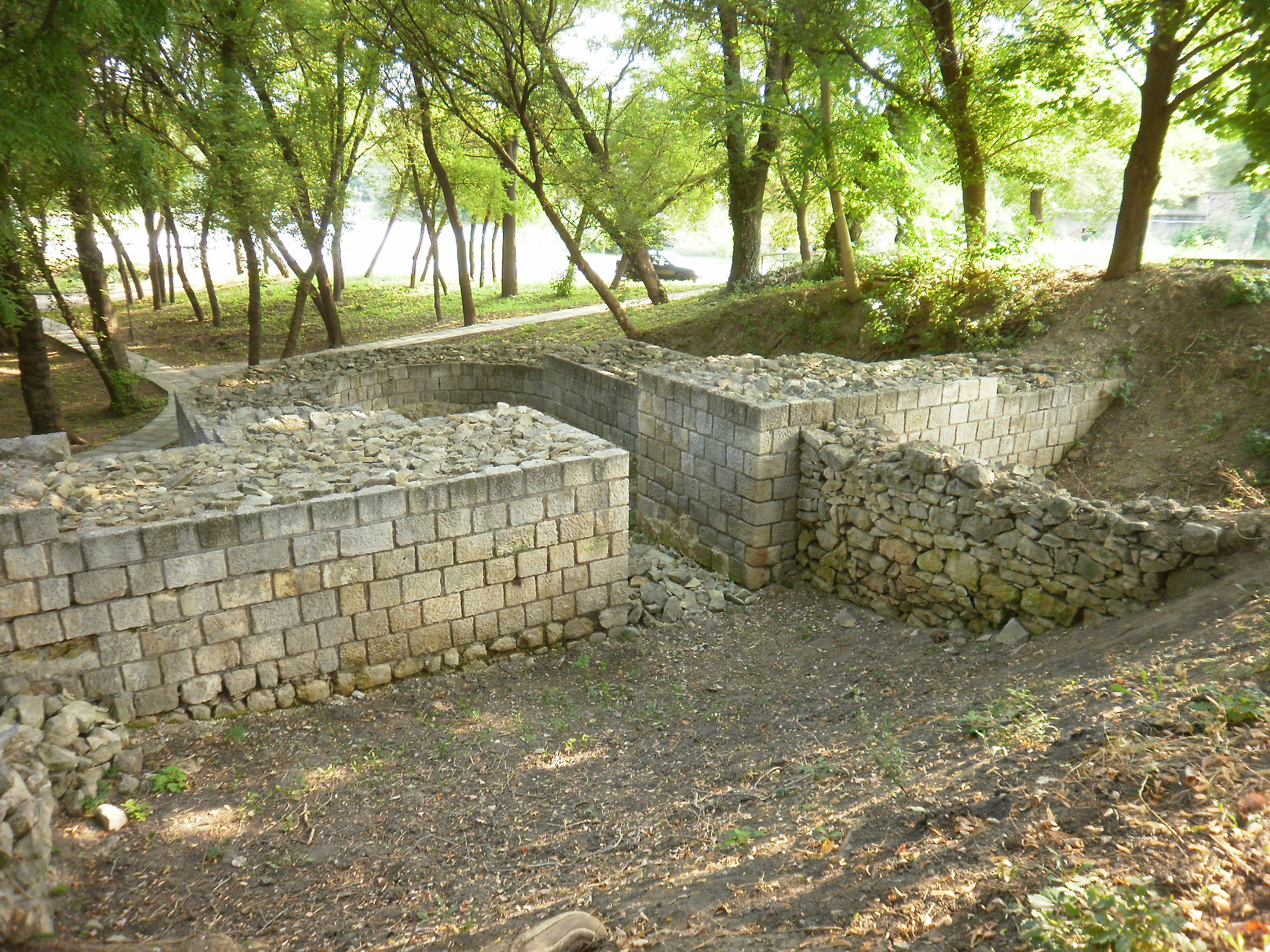
Reste eines Hufeisenturms

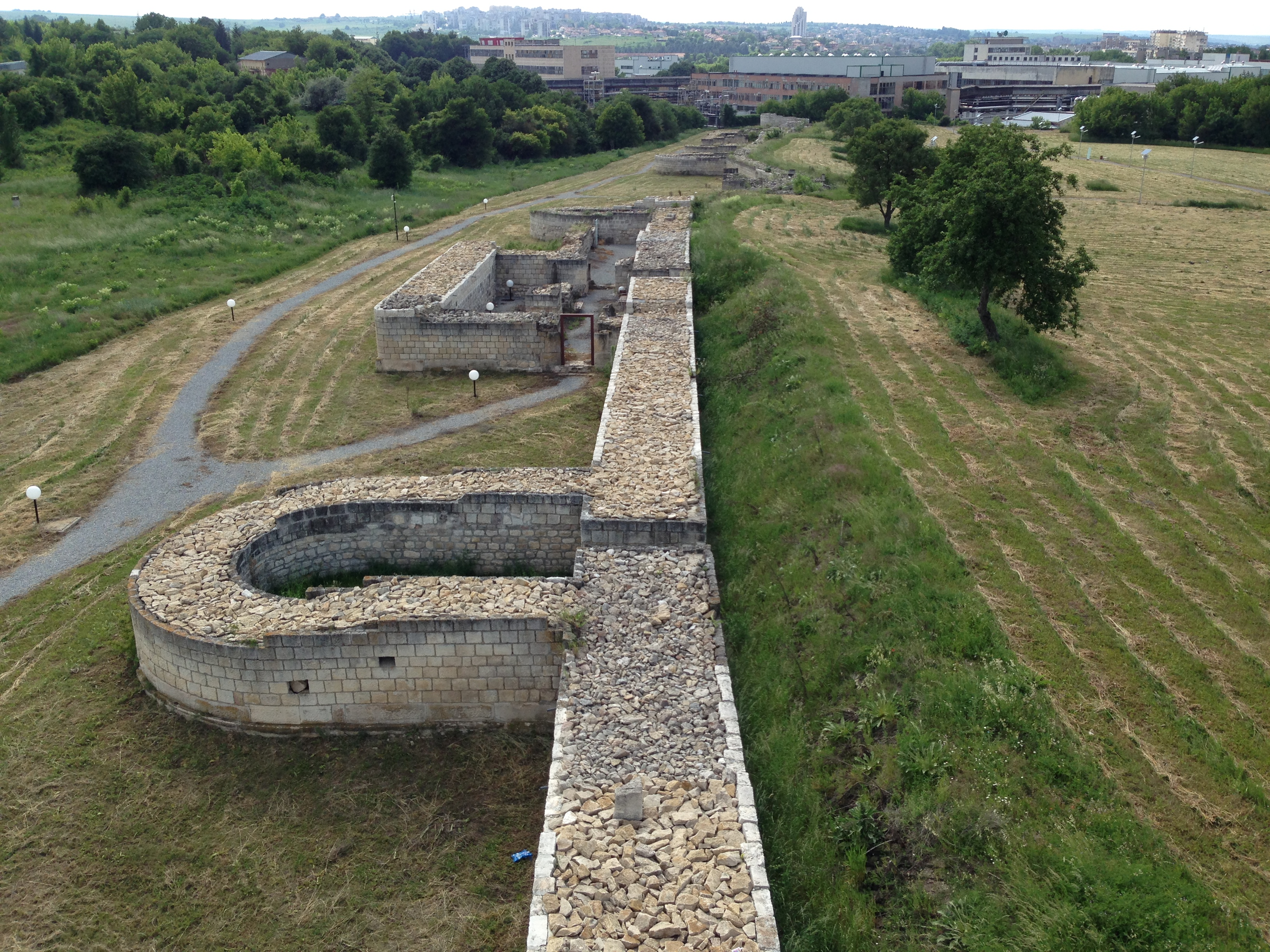
Turm 19 an der Südmauer

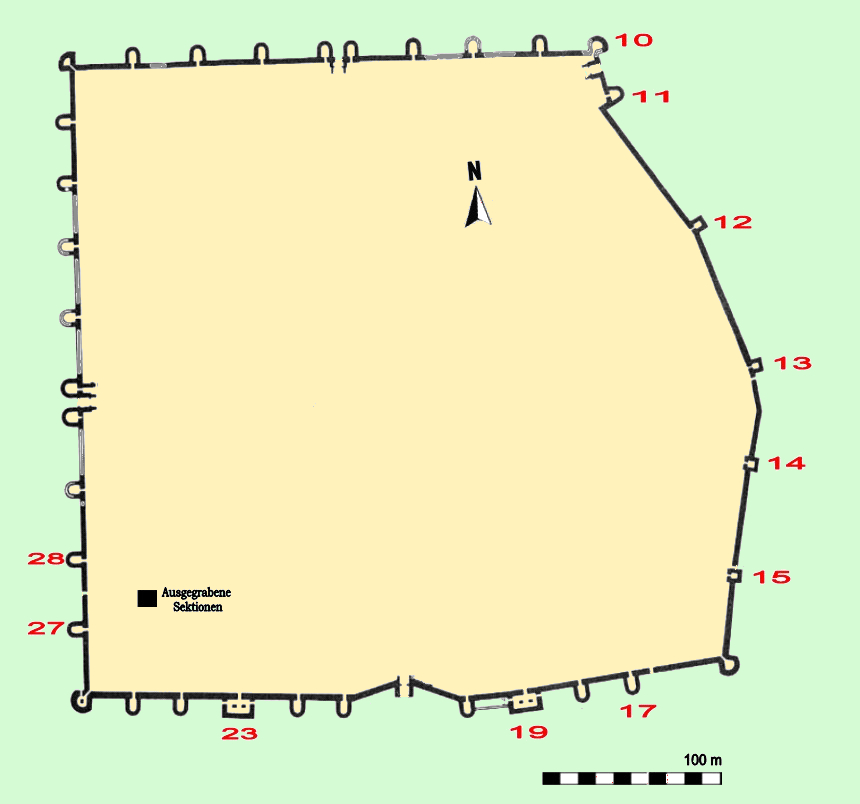
Befundplan der Umwehrung und Lage der im Artikel erwähnten Zwischentürme

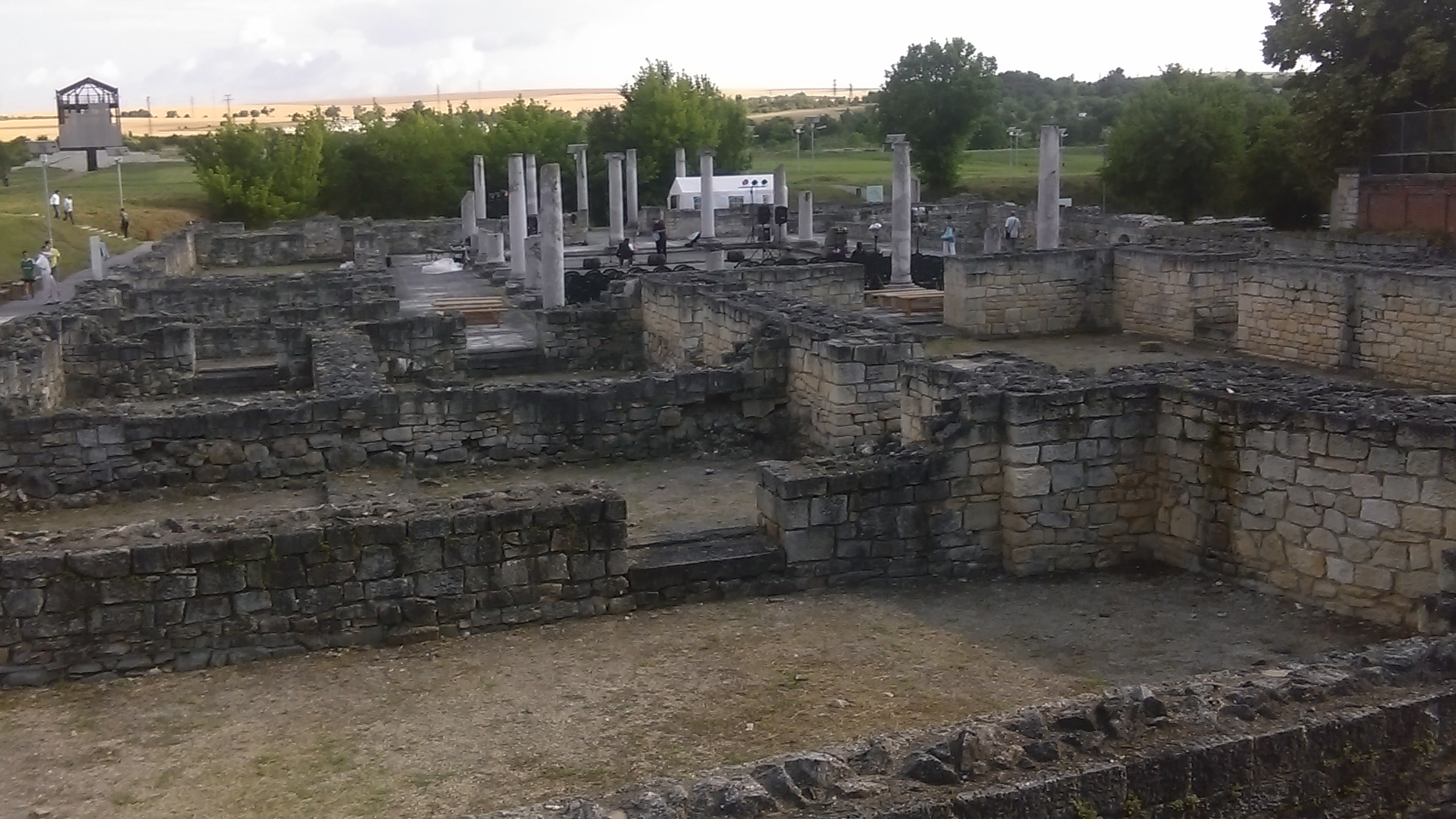
Konservierte Mauern der Innenbebauung im archäologischen Park Abrittus

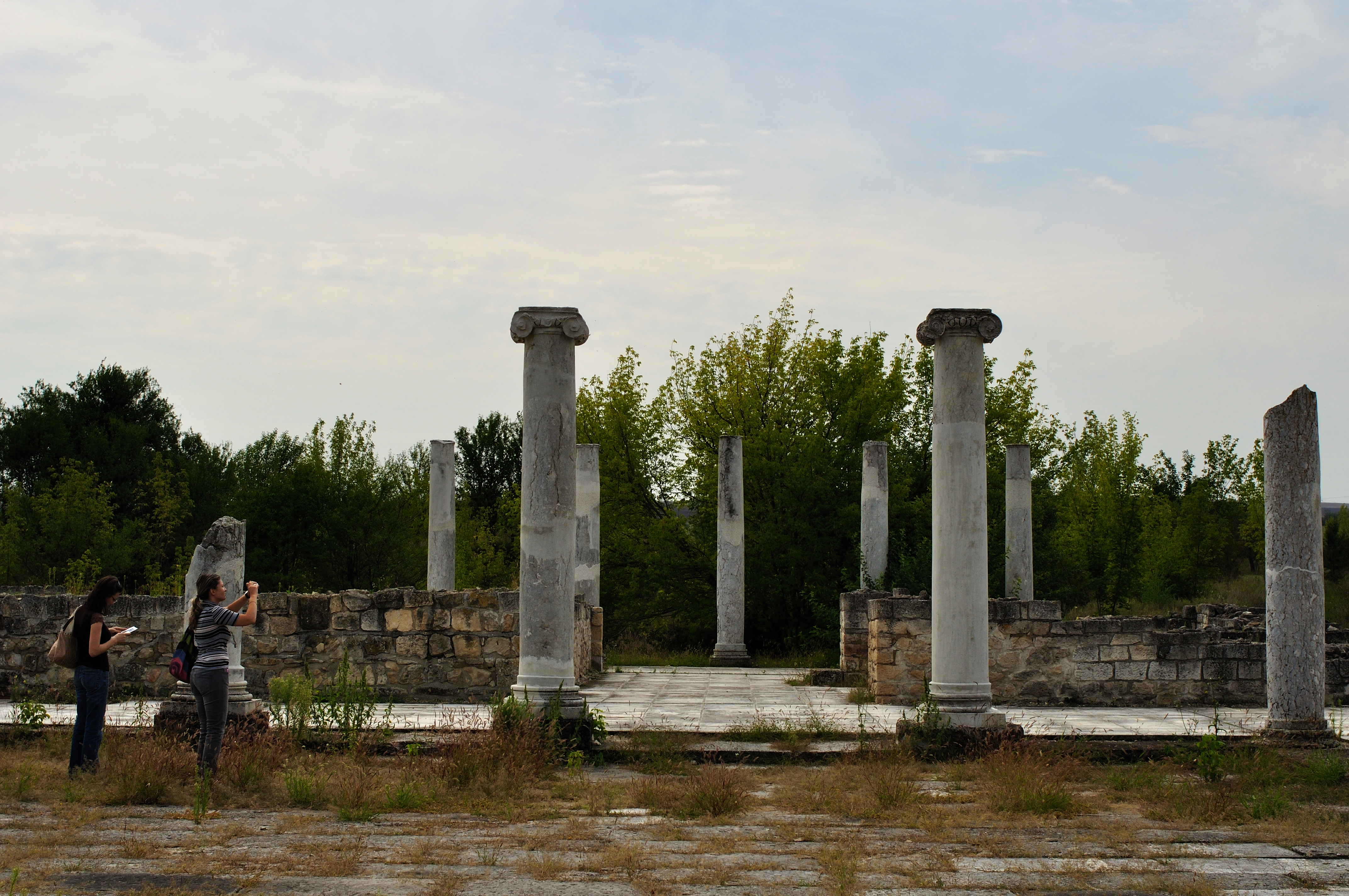
Portikus des Praetoriums

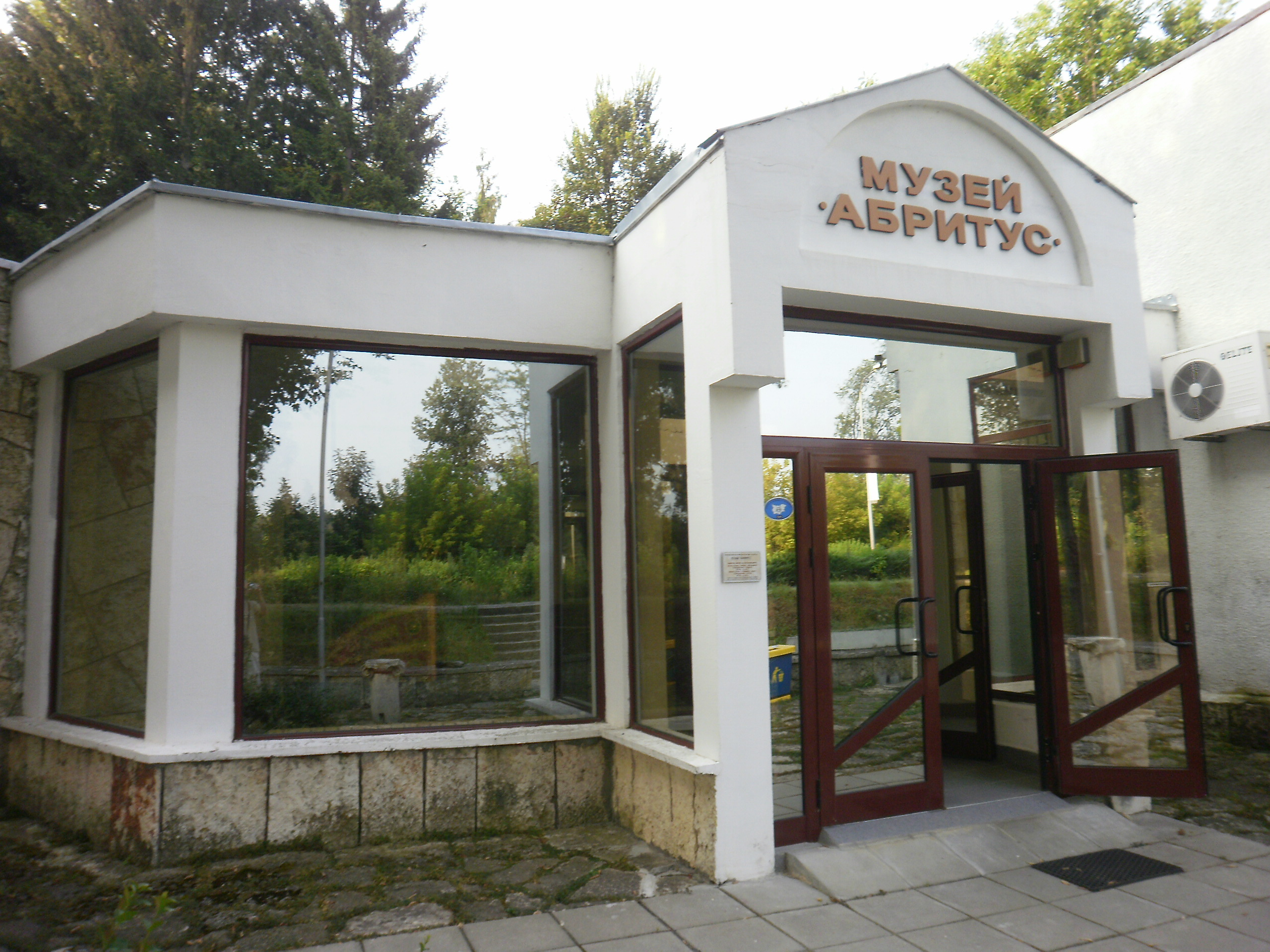
Eingangsbereich des Museums

Abrittus (auch: Abritus, Abrittos) war ein römisches Kastell und eine Zivilsiedlung (vicus) bzw. frühbyzantinische Stadt in der Provinz Moesia beim heutigen Rasgrad (bzw. Razgrad), Oblast Rasgrad, in Bulgarien.
Im Laufe der Zeit entwickelte es sich zu einem der größten urbanen Zentren dieser Region. Das Kastell zählt zu den am besten erforschten römischen Stätten in Südosteuropa. Es war das erste Mal, dass in Bulgarien eine römische Befestigungsanlage fast vollständig ausgegraben und konserviert wurde.

## Name
Der antike Name der Stadt ist u. a. aus der Inschrift eines Herkulesaltars aus Kalkstein bekannt, der 1954 gefunden wurde und aus der Zeit von 139 bis 161 n. Chr. stammt. Auf einem frühchristlichen Grabstein fand sich die lateinische Inschrift CIV. ABR., die von Boris Gerov und Georgi Mihailov als Abkürzung für Civitas Abritanorum interpretiert wurde, was später auch von Teofil Iwanow bestätigt wurde. Der Buchstabe A fand sich auch in die Mauern der nördlichen Hufeisentürme, in das Nordtor und in den Ostwall eingemeißelt. Iwanow glaubt, dass sie für Abritus stehen. Abritus findet sich weiter in einer griechischen Inschrift (Fundort unbekannt), die heute im Museum von Weliki Preslaw aufbewahrt wird. Auf einer Grabinschrift des späten 3. Jahrhunderts n. Chr., gefunden in Aquileia, wird das Kastell namentlich erwähnt.

## Lage und Funktion
Rasgrad liegt im Zentrum Nordostbulgariens, im Tal des Flusses Beli Lom, in der Landschaft Ludogorie, die zur Donautiefebene gehört. Die Topographie dieser Region weist ein ebenes bzw. leicht hügeliges Erscheinungsbild auf. Die Beli Lom ist ein Nebenfluss der Russenski Lom, die etwa 50 Kilometer weiter im Norden bei Russe in die Donau mündet, einst Standort des Kastells und Flottenstützpunktes (Classis Moesica) Sexaginta Prista.
Im Verlaufe vieler Jahrhunderte kreuzten sich hier einige Handelswege, die Zentraleuropa mit der Schwarzmeerregion und Asien verbanden. Das „Archäologische Reservat Abritus“ befindet sich rund 50 Kilometer südlich der Donau, in der Flur Chisarlik, einen Kilometer östlich von Rasgrad entfernt, entlang den Ufern des Flusses Beli Lom, und bedeckt in etwa eine Fläche von 1000 Hektar. Diese sehr fruchtbare Region wurde schon seit der Antike intensiv für Landwirtschaft, Weinbau und Viehzucht genutzt und versorgte vorrangig die Siedlungen und Militärstützpunkte an der Donaugrenze mit Nahrungsmitteln.
Abrittus diente als Festung der rückwärtigen Limeslinie, deren Besatzung die Donaugrenze des Römischen Reiches und strategisch wichtige Straßen- und Handelsverbindungen mit Odessus, der Provinzmetropole Marcianopolis und Sexaginta Prista vor Invasionen aus dem Norden schützen sollte.

## Forschungsgeschichte
Die erste bedeutende Entdeckung war die thrakische Vorgängersiedlung. Ihr folgte die Lokalisierung des spätrömischen Kastells bzw. der frühbyzantinischen Stadt. Zuletzt wurde auch die bulgarische Nachfolgesiedlung archäologisch untersucht.
Die Erkundungen in Abrittus begannen im Jahr 1887. 1893 entdeckte der in Rasgrad ansässige Schuldirektor Anani Jawaschow 60 m östlich des Westtores die Überreste einer Basilika aus dem 6. Jahrhundert und wahrscheinlich auch Teile des Südtores. Er hielt die Basilika allerdings aufgrund einer beim Bau wiederverwendeten antiken Inschrift fälschlicherweise für einen Tempel des Apollon. 1928 konnte der NO-Fächerturm freigelegt werden. 1930 veröffentlichte Jassow seine Grabungsergebnisse am Chisarlik.
1953 grub Teofil Iwanow weitere Teile der Basilika aus. Durch die Auffindung der Inschrift mit Nennung des Ortsnamens wurde 1954 klar, dass es sich bei den bis dahin freigelegten Ruinen um das in zahlreichen antiken Quellen erwähnte Abrittus handelte. 1955 bis 1976 wurden die Grabungen durch das Archäologische Institut der Bulgarischen Akademie der Wissenschaften und das Historische Museum in Rasgrad durchgeführt. In dieser Zeit gelang es, die genaue Position aller Türme und Tore zu bestimmen.
Die großflächigen Ausgrabungen mussten 1972 vorübergehend eingestellt werden, da die römischen Mauerzüge nun unter dem Gelände einer Pharma-Fabrik verschwanden. Besonders in den zentralen und in den westlichen Sektionen der archäologischen Stätte wurden sie durch das Fabrikgelände stark eingeschränkt. Die damalige sozialistische Regierung Bulgariens war jedoch nicht dazu bereit, eines der größten medizinischen Produktionszentren auf dem Balkan umzusiedeln. Die bedeutendsten Ausgrabungskampagnen standen unter der Leitung von Teofil Iwanow. Aufgrund seiner Befunde war eine exakte Rekonstruktion des Kastells möglich, basierend auch auf vergleichenden Studien mit Hilfe von antiken Quellen und ähnlichen, am Limes aufgedeckten Lagern. Die stellenweise heute noch bis zu 2 m hohen Umfassungsmauern sind größtenteils freigelegt worden. Erst in den 1990er Jahren wurden die archäologischen Untersuchungen – etwas weiter weg von der Fabrik – wiederaufgenommen.
2002 wurde in der Nähe des Museums ein Lapidarium mit 60 Inschriftensteinen eingerichtet. Die an einigen Stellen noch einige Meter hohen Überreste des Kastells wurden restauriert und konserviert und sind nun Teil eines archäologischen Schaugeländes mit angeschlossenem Museum, in dem die Funde aufbewahrt und ausgestellt werden.
In den Jahren 2007–2013 wurde Abritus durch ein EU-Projekt mit EUR 2,5 Millionen gefördert. Die Stadt Razgrad hatte einen Eigenanteil von EUR 0,5 Millionen übernommen. 2017 waren schon viele der neu errichteten Wege wieder vollkommen von Vegetation überwuchert.
Abrittus zählt zu den 100 nationalen touristischen Objekten Bulgariens.

## Funde
1921 wurde nördlich der Chisarlik von Weinbauern 26 Bronzestatuen und Reliefs griechisch-römischer Gottheiten aus dem 2. und 3. Jahrhunderts n. Chr. aufgefunden. Sie sind heute im Historischen Museum von Rasgrad ausgestellt. Während der Ausgrabungen konnte auch eine große Menge an Gold- und Silbergegenständen geborgen werden, darunter ein großer Münzhort des 5. Jahrhunderts n. Chr., bestehend aus 835 Goldmünzen mit einem Gewicht von fast vier Kilogramm. Es handelte sich um Prägungen von zehn verschiedenen spätrömischen Kaisern. Unter den erwähnenswerten Funden befand sich auch ein goldener Pegasos, der heute auch im Wappen von Rasgrad dargestellt wird.

## Entwicklung
Erste Spuren menschlicher Siedlungstätigkeit sind seit dem Jungpaläolithikum nachweisbar. Direkt am Ufer des Belo Lom liegt der Hügel von Chisarlik, unter dem sich u. a. auch eine Kulturschicht aus der 2. Hälfte des 5. Jahrhunderts v. Chr. fand. Die Wurzeln des antiken Abrittus gehen auf eine thrakische Siedlung (4. bis 1. Jahrhundert v. Chr.) zurück. Sie war wohl während der Regierungszeit der letzten thrakischen Könige die Metropole der Strategie Rysiké.
Im Jahr 45 n. Chr. wurde die untere Donau Teil der römischen Provinz Moesia, nach der Teilung 86 n. Chr. der Provinz Moesia inferior (Niedermösien), in der Spätantike der neu eingerichteten Provinz Moesia secunda (Obermösien). Spätestens seit dem Jahr 78 n. Chr. waren hier auch römische Hilfstruppen stationiert. Im 2. Jahrhundert war Abrittus Standlager der Cohors II Lucensium. Das frühe Kastell wurde jedoch noch nicht erforscht. Teofil Iwanow hält es aufgrund der aufgefundenen Spolien für möglich, dass mit dem Bau des Steinkastells schon unter Marcus Aurelius oder seinem Nachfolger Commodus begonnen worden sein könnte. Bekannt wurde dieser Ort vor allem durch die Schlacht von Abrittus, in der Kaiser Decius 251 von den Goten getötet wurde, die die Donau zwischen den Kastellen von Augustae (Harlez) und Sexaginta Prista überschritten hatten. Das Lager wurde während des Gotenkrieges offenbar nicht zerstört, sondern noch zusätzlich verstärkt.
Im 4. Jahrhundert wurden Tore und Mauern unter Kaiser Konstantin dem Großen (306–327) weiter ausgebaut und noch stärker befestigt. Nach Abzug des regulären Militärs wurde das Kastell als befestigte Zivilstadt (civitas) genutzt. Abrittus wurde danach noch mehrmals zerstört jedoch immer wieder aufgebaut. Bis zu seinem endgültigen Niedergang erreichte seine bebaute Fläche eine Größe von 300 Hektar. Hier hatten sich mittlerweile neben römischen Veteranen und Thrakern auch viele Zuwanderer angesiedelt. Nach der Etablierung des Christentums als offizieller Staatsreligion des Römischen Reiches avancierte Abrittus auch zu einem kirchlichen Zentrum.
In der letzten Siedlungsphase von Abrittus wurden unter Justinian noch einmal Reparaturen an den Verteidigungsanlagen vorgenommen. Im Süden wurde zwischen Turm 19 und Turm 20 vor der Kastellmauer eine schmale Mauer hochgezogen. Alle Tore und Schlupfpforten wurden – bis auf das Westtor – zugemauert. Nach Hierokles war es in justinianischer Zeit der Sitz eines Bischofs und gehörte zur Kirchenprovinz Marcianopolis. Auf dieses Bistum geht auch das Titularbistum Abrittum zurück.
585 beschädigten Angriffe der Awaren und Slawen das Kastell schwer; daraufhin wurde es aufgegeben. Vom Ende des 9. bis Anfang des 10. Jahrhunderts besetzten Bulgaren die Ruine und befestigten sie neu. Diese Festung wurde wiederum in der Mitte des 11. Jahrhunderts während des Krieges mit Swjatoslaw I., Fürst der Kiewer Rus, von den Petschenegen niedergebrannt.

## Kastell
Das spätantike Kastell entstand im späten 3. Jahrhundert oder zu Beginn des 4. Jahrhunderts. Es befand sich auf einer leichten Erhebung am gegenüberliegenden Ufer, westlich des frührömischen vicus. Bei Auswahl des Standortes des Kastells orientierten sich die römischen Architekten an der thrakischen Vorgängersiedlung. Die Befestigung hatte einen rechteckigen Grundriss und bedeckte eine Fläche von rund 10 Hektar. An seiner Nord- und Ostseite wurde das Lager vom Fluss gesichert. Im Süden und Westen wurde zusätzlich ein Wehrgraben angelegt der später aber wieder aufgefüllt wurde. Einige Abschnitte sind heute noch als leichte Vertiefungen erkennbar. Das Baumaterial stammte zum großen Teil aus Steinbrüchen nahe dem Kastell. Hinweise auf Marmorbrüche fehlen bisher; zur Ausgestaltung der Repräsentationsbauten musste der Stein wohl aus anderen Provinzen importiert werden. Die Versorgung mit Frischwasser wurde durch eine aus Tonröhren bestehende Wasserleitung gewährleistet. Ihr Ausgangspunkt befand sich im 5–6 km entfernten Dorf Poroliste. Die Leitung führte unter dem Südtor hindurch und reichte bis in das Zentrum des Kastells. An der Mauer wurden zahlreiche Kanäle zum Abführen des Regen- und Schmelzwassers nachgewiesen. Dieses Abflusssystem stand jedoch nicht mit der Abwasserkanalisation der Festung in Verbindung.

### Umwehrung
Die Stärke der Festungsmauer variierte zwischen 2,40 und 2,85 Meter; sie war 1.400 Meter lang und erreichte vermutlich eine Höhe von bis zu 12 Meter. Der Wehrgang befand sich in ca. 10 m Höhe. Ihre durchschnittlich 1,50 m tiefen Fundamente bestanden aus vermörteltem Kalkbruchstein. Der obere Teil der Fundamente wurde an der Vorder- und der Innenseite mit einem abschließenden Steinkranz versehen. Hierzu wurden Grabsteine und Architekturfragmente zweitverwendet (Spolien), die mit Reliefen verziert und teilweise auch mit lateinischen oder griechischen Inschriften versehen waren. Vermutlich stammten sie aus den umliegenden Nekropolen oder von zerstörten öffentlichen Gebäuden des 2. Jahrhunderts n. Chr. Sie sollten die Verschiebungen kompensieren, die durch das Gewicht des aufgehenden Mauerwerks entstanden. Das aufgehende Mauerwerk wurde in massiver Opus-implectum-Technik hochgezogen. Die Verblendung an Innen- und Außenseite der Mauer wurde mit sorgfältig bearbeiteten Kalksteinblöcken ausgeführt, der Zwischenraum mit Gussmauerwerk, bestehend aus vermörteltem Bruchstein mit gelben und roten Ziegelfragmenten aufgefüllt. Im Osten passte sich der Wall dem Verlauf der Geländekante des Flussufers an und bog dadurch mittig ca. 104 Grad nach Nordwesten ab. Der Nordwall war 295 m lang, der östliche 358,90 m, der südliche 354 m und der westliche 339 m lang. An Nord-, Süd- und Westtor fanden sich an der Innenseite Stiegenaufgänge, über die man den Wehrgang auf der Mauer erreichen konnte. Der Aufgang am Nordtor wurde aus zweitverwendeten Baumaterial errichtet und war 9,84 m lang und 1,60 m breit. Die Bogennische unter der Treppe wurde als Stapelplatz für Wurfgeschosse benutzt. Die Treppe am Südtor war 12,66 m lang und 2,10 m breit, am Westtor 6 m lang und 1,86 m breit. Am Osttor konnte kein Aufgang nachgewiesen werden.

### Tore und Schlupfpforten
Der Wall war von vier Haupttoren, je einem im Norden, im Süden, im Westen und an der NO-Ecke, und neun kleinen Nebenpforten durchbrochen. Im Gegensatz zu den mittelkaiserzeitlichen Lagern lagen sie sich aber nicht genau gegenüber. Die Torkammern aller vier Torbauten waren in ihrer Bauweise fast identisch. Die äußeren und inneren Fassaden der Tore waren mit Kalksteinquadern verkleidet, die durch mit Blei verlötete Eisenklammern zusammengehalten wurden. An den Einfahrten befanden sich halbkreisförmige Nischen, die in einer Höhe von 1,70 m eingebaut worden waren. Vermutlich waren in ihnen Statuen aufgestellt.
Die Tore im Westen und Norden besaßen mittig ein ca. 10 m hohes Torhaus mit Außen- und Innentor. Die Torhäuser hatten zwei Etagen, in der die Seilwinden zum Heben und Senken der Fallgatter untergebracht waren. Vermutlich befand sich über den Torhäusern auch noch eine Kampfplattform mit Zinnen als Brustwehr. Die Torbauten hatten jeweils nur eine 4 m hohe Durchfahrt, die mit einem zweiflügeligen Holztor verschlossen werden konnte. Der äußere Durchgang am Nordtor hatte eine Breite von 4,16 m, der im Westen 4,50 m. Die Torkammer hatte eine Länge von 6,18 m. Im Norden wurde das Tor durch den Fächerturm (Nr. 10) der NO-Ecke und südlich durch einen Hufeisenturm (Nr. 11) flankiert. Sie waren 19 m voneinander entfernt. An den Außentoren standen an beiden Seiten Pilaster aus sorgfältig behauenen Kalksteinquadern.
Der östliche Torbau befand sich wegen des Geländeabbruchs zum Flussufer in der NO-Ecke. Er bestand – wie das Südtor – aus einem quadratischen Turm, durch den eine Durchfahrt (Breite 4,50 m) hindurchführte.
Das Südtor stand im Zentrum einer trichterartigen Einbuchtung der Mauer und war dem des Kastells Iatrus sehr ähnlich.
Der äußere und innere Durchgang am Nordtor wurden im 6. Jahrhundert zugemauert, am Süd- und Osttor nur der äußere Durchgang.
Die Schlupfpforten befanden sich im Westen zwischen Turm Nr. 28 und 27, im Fächerturm der SW-Ecke, im Osten an Turm Nr. 13 und 15 und im Süden östlich von Turm Nr. 17. sowie jeweils zwei an den Seiten der langrechteckigen Türme (Nr. 19 und 23).

### Türme
Die Wehranlage umfasste vier Bautypen von Türmen. Sie wurde durch vier Fächertürme an den Ecken, 29 Hufeisentürme und sechs quadratische Zwischentürme (am Ost- und Südwall) verstärkt. Sie waren ursprünglich ca. 15 m bis 16 m hoch und mit drei Geschossen versehen. Die einzelnen Stockwerke waren wohl über einfache Holztreppen zu erreichen. Die Befunde der Ausgrabungen ergaben, dass die Türme mit Ziegeldächern abgedeckt waren. Überreste davon konnten in allen Türmen gefunden werden. Manche dieser gelben Dachziegelfragmente waren mit Stempeln versehen (FISC). Ihr Produktionsort ist unbekannt. Direkt unter dem Dach befand sich der Wehrgang, von dem aus – vermutlich durch größere Rundbogenfenster – auf den Feind gefeuert werden konnte. Die Wehrgänge in den unteren Geschossen waren nur mit schmalen Schießscharten versehen. Eine solche konnte am Ostwall ausgegraben werden. Das aufgehende Mauerwerk war von derselben Konstruktion wie die Kastellmauer. Die bis zu 1,50 m tiefen Fundamente bestanden ebenfalls aus vermörtelten Kalkbruchsteinen. Im Gegensatz zur Kastellmauer standen die Türme auf einem etwa 60 cm dicken Sockel, dessen Kalksteinquader durch mit Blei verlötete Eisenklammern zusammengehalten wurden. Die Böden bildete ein einfacher Kiesbelag, der aus gebrochenem Kalk- und Sandstein gewonnen wurde. Die Eingänge befanden sich zentral an der Turmrückwand, zusätzlich existierten höher gelegene Ausgänge zum Wehrgang auf der Kastellmauer.
Am Nordwall standen acht Hufeisentürme, inklusive der beiden Flankentürme des Nordtores. Der Abstand zwischen ihnen schwankte zwischen 27,80 m und 28,33 m. Am Ostwall befanden sich hingegen nur ein Hufeisenturm, als südlicher Flankenschutz des Osttores, der auch etwas von der Standardbauweise der übrigen Hufeisentürme abwich. Der Rest bestand aus vier Rechtecktürmen. Der Abstand zwischen ihnen betrug zwischen 21,50 m und 79,75 m. Am Südwall waren sieben Hufeisentürme und zwei langrechteckige Zwischentürme angebaut worden. Der Abstand zwischen ihnen variierte zwischen 19 m und 21,10 m.
Die Hufeisentürme kragten 10 m weit vor die Kastellmauer. Exemplarisch für alle sind die Türme Nr. 27 und 28; sie messen 18,90 m × 19 m × 10,25 m bzw. 10,45 m. Ihre Seitenwände gingen exakt im rechten Winkel von der Kastellmauer ab. Eine Ausnahme hierbei bildete nur Turm Nr. 11 im Osten, dessen Seitenwände etwas weiter abgeschrägt an die Umwehrung angebaut waren.
Im Innenbereich der zwei langrechteckigen Türme am Ostwall (Nr. 19 und 23) standen zwei massive Pfeiler mit rechteckiger Grundfläche (2,10 m × 1,50 m), erbaut in Opus mixtum. Die Pfeiler trugen die Zwischenböden der zweiten und dritten Etage. Der Mauermörtel enthielt eine geringe Menge an kleinen Bruchstücken von Ziegeln oder Dachziegeln. In einer Höhe von 2,10 m verlief ein nach außen vorspringendes Kalksteingesims (Verkröpfung). Ein ähnliches Gesims wurde auch am nördlichen Tor beobachtet. Der Boden war in einer späteren Zeit etwas angehoben worden.
Bei den vier östlichen Rechtecktürmen (Abmessungen: 3,5 m bis 7,30 m) fällt vor allem auf, dass zwei von ihnen (Nr. 12 und 13) nicht hinter den Wall ragen, was bei ihren Nachbarn (Nr. 14 und 15) aber sehr wohl der Fall ist.

### Innenbebauung
An Innenbauten konnten drei größere Gebäude aufgedeckt werden, ein Lagerhaus an der Westmauer, das Praetorium (Wohnhaus des Kommandanten) im Osten und noch zwei andere größere Gebäude. Das Praetorium war ein repräsentativer Bau mit einem Innenhof, umgeben von einer Portikus, gestützt auf 22 Marmorsäulen im Osten und 15 im Süden, sowie einem kleinen Tempel. Von größerer Bedeutung waren auch die großen Getreidelagerhäuser aus spätrömischer Zeit. Das zehn Meter südlich des Westtores gelegene Horreum wurde vollständig ausgegraben und dabei genauer untersucht. Es hatte einen rechteckigen Grundriss und stand vom 4. bis in das 6. Jahrhundert in Gebrauch. Das Gebäude orientierte sich von Nord nach Süd und maß 56 × 20 Meter.

## Garnison
Folgende Besatzungseinheiten sind für Abrittus bekannt:
| Zeitstellung                         | Truppenname                                                         | Bemerkung |
| ------------------------------------ | ------------------------------------------------------------------- | --- |
| Mitte 2. Jahrhundert n. Chr.         | unbekannte Auxiliarkohorte                                          | Javasov fand bei seinen Untersuchungen der Basilika u. a. auch eine – heute verschollene – Inschrift, die eine Hilfstruppenkohorte und ihren kommandierenden Offizier nannte. Es ist nur mehr bekannt, dass sie zur Zeit des Iulius Crassus, Statthalter der Moesia Inferior in den Jahren 140–142 oder 146–148, angefertigt wurde. Sie war der früheste Nachweis für die Anwesenheit von Auxiliartruppen in Abrittus. |
| spätes 2. bis 3. Jahrhundert n. Chr. | Cohors II Lucensium (die zweite Kohorte aus dem conventus Lucensis) | Im 2. Jahrhundert n. Chr. wurde hier das Hauptquartier dieser Kohorte eingerichtet. Unter Septimius Severus wurde sie in das Kastell Germania (heute Saparewa Banja) verlegt. |

## Zivilstadt
Die römische Siedlung wurde von Angehörigen der Besatzung des Kastells im späten 1. Jahrhundert n. Chr. als Vicus gegründet. Sein Kern stand an der Flussschleife bzw. am Nordufer des Beli Lom. Die Blütezeit des Ortes erstreckte sich vom 2. bis ins 4. Jahrhundert. In dieser Zeitspanne wuchs das Lagerdorf zu einem bedeutenden Handelszentrum heran.
Die 1954 entdeckte Zivilsiedlung befand sich etwa 300 bis 400 m südlich des Chisarlik und wies die Merkmale einer typisch römischen Stadt auf, ein rechtwinkeliges Straßennetz, Verwaltungsgebäude und ein Marktplatz (Forum). Sie wurde ebenfalls über eine Leitung aus Tonröhren mit Frischwasser versorgt. Während der Ausgrabungen konnten an der Hauptstraße auch ein großes Gebäude und einige landwirtschaftliche Betriebe (villa rustica) entdeckt werden. Die Stadt existierte dank der Anwesenheit der Armee und ihrer Handelsverbindungen bis in das 6. Jahrhundert. Nach den aufgefundenen Inschriften zu urteilen, setzte sich die Bevölkerung hauptsächlich aus griechischen Händlern und Handwerkern, Sarmaten und Goten sowie Zuwanderern aus dem westlichen Kleinasien zusammen.

## Nekropolen
Nördlich, westlich und östlich der Stadt wurden Hügelnekropolen (sog. tumuli) gefunden. In den nördlichen und östlichen waren vor allem Angehörige der thrakischen Oberschicht bestattet. Die Überreste der südlichen und östlichen Nekropole wurde teilweise ausgegraben. Die Bestattungen konnten die in die Zeit zwischen dem 2. und 4. Jahrhundert n. Chr. datiert werden. Sie enthielten jedoch nur sehr dürftige Grabbeigaben. Die östliche Nekropole entstand im 5. Jahrhundert n. Chr. Die Art ihrer Architektur und Ausstattung waren bis dato in Bulgarien unbekannt gewesen.